# 沃森 (阿肯色州)
沃森（英語：Watson）是一個位於美國阿肯色州迪沙縣的城市。

## 地理
沃森的座標為33°53′33″N 91°15′24″W / 33.89250°N 91.25667°W，而該地的平均海拔高度為45米（即148英尺）。

## 人口
根據2020年美國人口普查的數據，沃森的面積為0.52平方千米，皆為陸地。當地共有人口185人，而人口密度為每平方千米355人。